# Scott John Morrison
Scott John Morrison (Sydney, 1968. május 13. –) ausztrál liberális párti politikus, 2018 és 2022 között Ausztrália miniszterelnöke.

## Életpályája
Sydney egyik tengerparti negyedében született 1968-ban. Apja előbb rendőr, majd önkormányzati képviselő, később pedig a közeli Waverley polgármestere volt. Már kilencévesen belekóstolhatott a politikába, amikor apja választási kampányában szórólapokat osztott. Az Új-dél-walesi Egyetemen közgazdaságtanból és földrajzból szerzett diplomát, majd az ausztrál ingatlanfejlesztők szakmai szervezeténél helyezkedett el. 1996-ban az ausztrál turisztikai tanács igazgatója lett, két évvel később pedig Új-Zélandra csábították át hasonló feladatra, ahonnan az anyai nagyapja is származik. 2004-ben ismét Ausztráliában helyezkedett el, ahol a frissen létrehozott Tourism Australia szakmai szervezetet irányította.
2000 és 2004 között a Liberális Párt új-dél-walesi szervezetét irányította, 2007-ben pedig mandátumot szerzett a canberrai szövetségi parlamentben. A liberális–nemzeti koalíció 2013-as választási győzelme után a bevándorlásért felelős miniszter lett. Rövid minisztersége idejéhez köthető a „Stop the boats”–program, amelynek révén jelentős eredményeket könyvelhetett el az országba tengeren érkező illegális bevándorlás – és a hozzá fűződő emberkereskedelem – felszámolásában.
2015-től a pénzügyminiszteri tárcát vezette, majd 2018 augusztusában megválasztották a kormányzó Liberális Párt elnökévé, és egyben az ország új miniszterelnökévé,  miután elődje, Malcolm Turnbull egy – párton belüli – hatalmi harcot követően kénytelen volt pártvezetői tisztségéről lemondani.
A 2019. május 18-ai parlamenti választásokat követően – melyet a kormányzó liberális–nemzeti koalíciónak sikerült megnyernie – a korábban külső támogatókra szoruló kisebbségi kormány után többségit alakíthatott meg.
A 2022-es választást a Liberális-Nemzeti Párt koalíció elvesztette, Morrison terminusa ezév május 23-án járt le. A választási vereség után Morrison bejelentette, hogy lemond a Liberális Pártban betöltött elnöki posztjáról. Utódja Peter Dutton lett. 